# Gynoplistia (Gynoplistia) fulva
Gynoplistia (Gynoplistia) fulva is een tweevleugelige uit de familie steltmuggen (Limoniidae). De soort komt voor in het Australaziatisch gebied.